# 王頎
王頎，字孔碩，東萊郡人，魏晉時将领、郡守。
原本在東北戍邊，正始初年（240年－242年）任玄菟郡太守，不久參與對高句麗的戰爭；期間奉毌丘儉命去扶餘國求軍糧。正始八年（247年）任帶方郡太守，協調倭國的和平。
十几年后以天水郡太守的身份參加了263年的魏滅蜀之戰，受鄧艾調遣。晉武帝年間終任汝南郡太守。

## 后代
晋朝永嘉年间中大贼王弥是王颀之孙。